# Paul Egon Hübinger

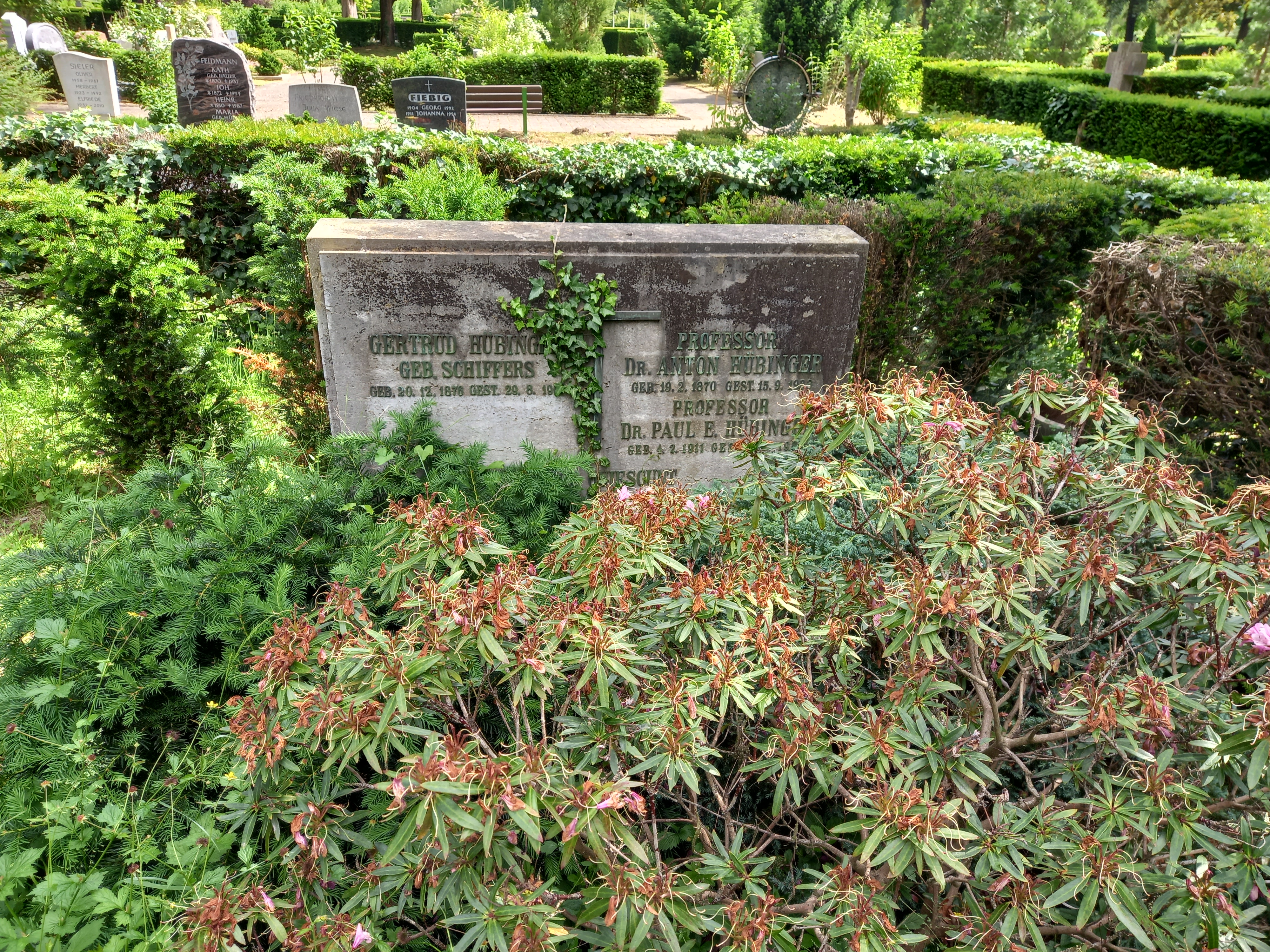
Das Grab von Paul Egon Hübinger im Familiengrab auf dem Südfriedhof (Bonn)

Paul Egon Hübinger (* 4. Februar 1911 in Düsseldorf; † 26. Juni 1987 in Bonn) war ein deutscher Historiker.

## Leben
Der Sohn eines Gymnasiallehrers legte 1929 das Abitur in Düsseldorf ab und studierte von 1929 bis 1935 Geschichte, Romanistik, Germanistik und Philosophie an den Universitäten Bonn, München und Paris. Er wurde Mitglied der katholischen Studentenverbindung KStV Arminia Bonn, in Paris des Studentenzirkels „Siegfried“, beide im Kartellverband katholischer deutscher Studentenvereine (KV) sowie im Sommersemester 1936 im Bonner Kreis. Im Jahr 1935 wurde Hübinger in Bonn bei Wilhelm Levison promoviert, 1936 erfolgte das Staatsexamen. Von 1937 bis 1939 absolvierte er eine Archivausbildung an der Archivschule in Berlin-Dahlem. Von 1939 bis 1945 war er als Staatsarchivassessor am Staatsarchiv Koblenz tätig, ab 1942 als Staatsarchivrat. 1939/1940 war Hübinger Schriftleiter der Annalen des Historischen Vereins für den Niederrhein. Er übersetzte 1939 das posthum erschienene Hauptwerk Mahomet et Charlemagne des belgischen Historikers Henri Pirenne, das die Epochengrenze zwischen Altertum und Mittelalter neu definierte. Hübinger war nicht bereit, irgendwelche Kompromisse mit den Nationalsozialisten einzugehen. Auf Betreiben seines Lehrers, des Romanisten Ernst Robert Curtius, wurde er zwar 1943 in Bonn habilitiert, er erhielt aber aufgrund des Einspruchs der NSDAP nicht die Lehrbefugnis, weil er weder in der NSDAP noch in einer Untergliederung Mitglied war.
Von 1945 bis 1948 war Hübinger Universitätsdozent an der Universität Bonn, von 1950 bis 1951 dort außerordentlicher Professor für Mittelalterliche und Neuere Geschichte unter besonderer Berücksichtigung der Historischen Hilfswissenschaften. Im Jahr 1951 ging er als ordentlicher Professor an die Westfälische Wilhelms-Universität in Münster. Einen Ruf an die Universität Mainz lehnte er 1954 ab. Von 1954 bis 1959 war Hübinger Ministerialdirektor für kulturelle Angelegenheiten im Bundesministerium des Innern und zugleich Honorarprofessor in Bonn, wo er anschließend von 1959 bis 1979 als ordentlicher Professor für Mittelalterliche Geschichte, Historische Hilfswissenschaften und Archivkunde lehrte. Zu Hübingers bedeutendsten akademischen Schülern gehörten Raymund Kottje und Erich Wisplinghoff. Im Jahr 1965 lehnte Hübinger ein Angebot zur Leitung des Deutschen Historischen Instituts in Paris ab, dessen Gründung er als Ministerialdirektor gefördert hatte. Von 1968 bis 1973 war er Leiter der Gesellschaft für Rheinische Geschichtskunde. Hübinger wurde 1979 emeritiert. Er lehrte jedoch bis 1985 an der Universität Bonn weiter.
Hübingers Forschungsschwerpunkte waren die Geschichte der Spätantike und des frühen Mittelalters, die Geschichte der Rheinlande und Lothringens sowie die Universitätsgeschichte. In den 1960er Jahren arbeitete Hübinger außerhalb seines eigentlichen Forschungsschwerpunktes zum Thema der Aberkennung der Ehrendoktorwürde Thomas Manns durch die Bonner Universität in der Frühzeit des „Dritten Reiches“ und leistete damit einen frühen Beitrag zur Aufarbeitung der Verwicklung akademischer Institutionen in der Zeit des Nationalsozialismus.
Für seine Forschungen wurden Hübinger zahlreiche wissenschaftliche Ehrungen und Mitgliedschaften zugesprochen. Im Jahr 1962 wurde er mit dem Ritterkreuz der französischen Ehrenlegion ausgezeichnet, 1986 erhielt er das Große Verdienstkreuz der Bundesrepublik. Er war Gründungsmitglied des Konstanzer Arbeitskreises für mittelalterliche Geschichte (seit 1960). Hübinger wurde 1951 ordentliches und 1960 korrespondierendes Mitglied der Historischen Kommission für Westfalen.
Er war verheiratet und hatte vier Söhne. Seine Frau, Jutta Hübinger, veröffentlichte ab der Mitte der 1970er Jahre unter anderem Gedichte.

## Schriften
Monographien
- Die weltlichen Beziehungen der Kirche von Verdun zu den Rheinlanden (= Rheinisches Archiv. Bd. 28, ISSN 0933-5102). Röhrscheid u. a., Bonn 1935 (Bonn, Universität, Dissertation, 1935).
- Spätantike und frühes Mittelalter. Ein Problem historischer Periodenbildung. In: Deutsche Vierteljahrsschrift für Literaturwissenschaft und Geistesgeschichte. Bd. 26, 1952, S. 1–48, (Sonderabdruck in mehreren Ausgaben).
- Das Historische Seminar der Rheinischen Friedrich-Wilhelms-Universität zu Bonn. Vorläufer, Gründung, Entwicklung. Ein Wegstück deutscher Universitätsgeschichte (= Bonner historische Forschungen. Bd. 20). Röhrscheid, Bonn 1963.
- Die letzten Worte Papst Gregors VII. (= Nordrhein-Westfälische Akademie der Wissenschaften. Vorträge. G, Geisteswissenschaften. Bd. 185). Westdeutscher Verlag, Opladen 1973, ISBN 3-531-07185-8.
- Thomas Mann, die Universität Bonn und die Zeitgeschichte. Drei Kapitel deutscher Vergangenheit aus dem Leben des Dichters 1905–1955. Oldenbourg, München u. a. 1974, ISBN 3-486-44031-4.

Herausgeberschaften
- Kulturbruch oder Kulturkontinuität im Übergang von der Antike zum Mittelalter (= Wege der Forschung. Bd. 201). Wissenschaftliche Buchgesellschaft, Darmstadt 1968.
- Zur Frage der Periodengrenze zwischen Altertum und Mittelalter (= Wege der Forschung. Bd. 51). Wissenschaftliche Buchgesellschaft, Darmstadt 1969.
- Bedeutung und Rolle des Islam beim Übergang vom Altertum zum Mittelalter (= Wege der Forschung. Bd. 202). Wissenschaftliche Buchgesellschaft, Darmstadt 1969.

Aufsatzsammlung
- Ausgewählte Aufsätze und Vorträge. Beiträge zur Geschichte Europas und der Rheinlande in Mittelalter und Neuzeit. Schmitt, Siegburg 1990, ISBN 3-87710-200-X.